# Orge
Az Orge folyó Franciaország területén, Île-de-France régióban, a Szajna bal oldali mellékfolyója.

## Földrajzi adatok
A folyó Saint-Martin-de-Bréthencourt-nál Yvelines megyében ered 134 méter magasan, és Viry-Châtillon-nál, az Orly repülőtér közelében, Essonne megyében ömlik a Szajnába. Hossza 52,8 km, vízgyűjtő területe 952 km².
Mellékfolyói a Renarde, Rémarde, Sallemouille, Yvette.

## Megyék és városok a folyó mentén
- Yvelines: Sainte-Mesme
- Essonne: Dourdan, Saint-Chéron, Breuillet, Égly, Arpajon, Saint-Germain-lès-Arpajon, Brétigny-sur-Orge, Saint-Michel-sur-Orge, Savigny-sur-Orge